# Fântânița
Fântânița (węg. Mezőköbölkút) – wieś w Rumunii, w okręgu Bistrița-Năsăud, w gminie Miceștii de Câmpie. W 2011 roku liczyła 369 mieszkańców.